# Шолда (приток Шолды)
Шолда, Шолда-2 — река в России, протекает по Вологодской области, в Вологодском районе. Устье реки находится в 2 км от устья Шолды (Шолды-1) по правому берегу. Длина реки составляет 13 км.
Шолда-2 берёт начало западнее деревни Коровайцево (Спасское сельское поселение) примерно в 14 км к юго-западу от Вологды. Течёт на север, впадает в реку Шолда, приток Тошни, который во избежание путаницы зачастую именуется Шолда-1, а её приток — Шолда-2.
На берегах расположены деревни Дорково, Макарово (левый берег); посёлок Ермаково и деревня Прокунино (правый берег), все — Лесковское сельское поселение).
Впадает в реку Шолда-1 на западных окраинах Вологды, двумя километрами выше её впадения в Тошню. Относится к рекам с высоким уровнем загрязнённости.

## Данные водного реестра
По данным государственного водного реестра России относится к Двинско-Печорскому бассейновому округу, водохозяйственный участок реки — Северная Двина от начала реки до впадения реки Вычегда, без рек Юг и Сухона (от истока до Кубенского гидроузла), речной подбассейн реки — Сухона. Речной бассейн реки — Северная Двина.
Код объекта в государственном водном реестре — 03020100312103000006554.